# Землетрясение в префектуре Исикава (2023)
Землетрясение в префектуре Исикава — землетрясение, произошедшее 5 мая 2023 года у побережья префектуры Исикава, Япония. Он был расположен в 49 километрах (30 милях) к северо-востоку от Анамидзу (район Хосу), но город Судзу был ближайшим к эпицентру.

## Тектоническая обстановка
Северо-восточная оконечность полуострова Ното уже более двух лет подвергается серии землетрясений; землетрясение является крупнейшим событием в этом рое, превзойдя событие 5,4 MJMA произошедшее в июне 2022 года.
Землетрясение располагалось в зоне деформации сжатия, связанной с границей Амурской и Охотской плит. В этом районе Охотская плита сближается на запад-северо-запад к Амурской плите со скоростью около 9 мм/год и максимальной скоростью сближения 24 мм/год. Амурская и Охотская плиты — относительно небольшие плиты, расположенные между Тихоокеанской плитой и Евразийской плитой. Тихоокеанская плита сходится с запада на северо-запад к Евразийской плите со скоростью около 90 мм/год.

## Землетрясение
По данным Геологической службы США, ГТЦМ и Японского метеорологического агентства соответственно, землетрясение имело магнитуду Mw 6,3 или MJMA 6,5. Он ударил в 14:42 по японскому стандартному времени на глубине 8,7 километров. По данным JMA, была зарегистрирована максимальная интенсивность Шиндо 6+, тогда как Геологическая служба США оценила максимальную интенсивность Меркалли VIII (тяжелая). Землетрясение имело очаговый механизм, соответствующий взбросами. Афтершок магнитудой 5,6 произошел в этом районе в 21:58 по японскому стандартному времени, за ним последовал еще один афтершок в 23:18 по японскому стандартному времени магнитудой 4,5, а также более 50 других афтершоков, произошедших в субботу магнитудой от 2 до 5 .
| Сейсмическая интенсивность | Префектура | Место                      |
| -------------------------- | ---------- | -------------------------- |
| 6+                         | Исикава    | Судзу                      |
| 5+                         | Исикава    | Ното                       |
| 5-                         | Исикава    | Вадзима                    |
| 4                          | Исикава    | Нанао, Анамидзу, Канадзава |
| 4                          | Ниигата    | Дзёэцу, Нагаока            |
| 4                          | Тояма      | Такаока, Хими, Оябе        |
| 4                          | Фукуи      | Фукуи                      |

## Повреждения
Сообщается, что восемнадцать зданий рухнули, еще 719 получили повреждения, при этом два человека оказались в ловушке под обломками, прежде чем их удалось спасти. По одному зданию также были частично повреждены в Вадзиме и Канадзаве. Плитка упала с крыши вокзала в Судзу. Были серьезно повреждены несколько зданий и построек, в том числе гостиница, надгробия на кладбище, сарай, храм, полицейский участок в Сузу и многочисленные дома. Сообщалось также о оползнях, которые привели к частичному обрушению или повреждению домов на склонах гор. Мужчина, упавший с лестницы и получивший остановку сердца, позже скончался от полученных травм в больнице. По меньшей мере 44 человека получили ранения (43 в Исикаве и еще один в префектуре Тояма), в том числе два человека потеряли сознание, два человека получили ранения в результате обрушения домов, несовершеннолетний пострадал от упавшего шкафа и еще один получил ожоги. Двое из пострадавших находились в тяжелом состоянии, остальные получили легкие травмы. Мицукедзима, который ранее в прошлом году пострадал от землетрясения силой менее 6 баллов, частично обрушился. Два лифта были автоматически отключены в небоскребах Abeno Harukas в Осаке, в результате чего некоторые из них оказались в затруднительном положении перед эвакуацией. В двадцати домах в Судзу отключили электричество, а более чем в 120 домах лишились водоснабжения.

## Реакция
Из-за землетрясения были эвакуированы около 1600 человек. В префектуре Исикава 250 человек укрылись в эвакуационных центрах. Японское метеорологическое агентство предупредило жителей Исикавы, что сильные толчки могут продолжаться как минимум неделю. Мэр Судзу, выпустив предупреждение о чрезвычайной ситуации при землетрясении, заявил, что городу не понадобится помощь Сил самообороны Японии из-за землетрясения. Премьер-министр Фумио Кисида также заявил, что в последующие дни будут приняты дополнительные меры, а также пообщался с многочисленными чиновниками, чтобы предотвратить другие жертвы в случае сильного толчка.